# パドヴァのアントニオ
聖パドヴァのアントニオ（イタリア語:Sant'Antonio di Padova、ポルトガル語:Santo António de Lisboa、スペイン語:San Anton Abad、1195年 - 1231年6月13日）、パドアのアントニオは、カトリック教会で、失せ物、結婚、縁結び、花嫁、不妊症に悩む人々、愛、老人、動物の聖人とされている。教会博士の一人。

## 来歴
本名はフェルナンド・マルティンス・デ・ブリャォン（Fernando Martins de Bulhão）といい、リスボンで貴族の子として生まれた。そのため、リスボンのアントニオとも呼ばれる。アッシジのフランチェスコに共感し、彼の創設したフランシスコ会に入会。イタリアや南フランスといった地域を巡り、精力的に活動するも、パドヴァ近郊で病没した。未だ30代半ばであった。説法に優れ、生前から民衆にも大変人気のある人物であったという。彼が死んだとき、天使たちが舞い降りて町中の教会の鐘をひとりでに鳴らしたとも言われている。彼の絵画や肖像では、幼子のキリストを抱き、本とユリの花、パンがともに描かれている。祝日は6月13日。パドヴァ、ポルトガル、ブラジルの守護聖人。